# 雀苣
雀苣（学名：Scariola orientalis）为菊科雀苣属的植物。分布在巴基斯坦、俄罗斯、哈萨克斯坦、地中海、伊朗、伊拉克、高加索以及中国大陆的西藏等地，目前尚未由人工引种栽培。
其种加词“orientalis”意为“东方的”。